# Synojkizm
Synojkizm (od gr. synojkismós – „współżycie”) – proces połączenia odrębnych osad w jeden organizm państwowy, polis, które występował w starożytnej Grecji.
Zjawisko synojkizmu pojawiło się w epoce archaicznej, kiedy nastąpił zanik ustroju rodowego. Występowało potem w kolejnych okresach dziejów antycznej Grecji i odegrało istotną rolę w formowaniu części poleis, szczególnie tych o większym terytorium. Łączyły się zarówno osady wiejskie, jak i miasta, często proces ten wiązał się z przemieszczeniami ludności.
Wyróżnia się kilka odmian synojkizmu, niekiedy traktowanych jako różne procesy, występujące pod wspólnym terminem. W pierwszej mieszkańcy osad rezygnowali z samodzielności politycznej na rzecz jednego centrum, najczęściej jednego z miast w granicach polis, choć zachowywali lokalny zarząd i przede wszystkim pozostawali w dotychczasowym miejscu zamieszkania. Natomiast w drugiej następowało porzucenie osad przez ich mieszkańców, którzy osiedlali się w jednym mieście, centrum polis. Pozostawione ośrodki nie zawsze były całkowicie opuszczane, niekiedy funkcjonowały w roli religijnej. Przykładu dostarczają badania z wyspy Andros. Osada Zagora, zamieszkana około 925 roku, została opuszczona przez mieszkańców koło 700 roku, którzy przypuszczalnie przenieśli się do Palaiopolis, głównej osady wyspy. Jednak świątynia Ateny w centrum Zagory funkcjonowała dalej, do V wieku. Podobne zjawisko miało miejsce na Paros. W Kukunaries, na południowo-zachodnim wybrzeżu zatoki Naoussa, osada w VII wieku została porzucona w sposób zorganizowany (świadczy o tym zabranie z domów całej zawartości), jednak świątynia Ateny na jej zboczu była używana do końca III wieku.
Występowała też forma pośrednia powyższych odmian synojkizmu, kiedy tylko część ludności przenosiła się do miasta. Innym modelem były połączenie pobliskich osad, które rozrosły się na tyle, że umożliwiało to stopienie się w jedno polis, zaś kolejnym wchłonięcie jednego polis przez drugie. Synojkizm mógł również charakteryzować się rozbudową jednego, głównego ośrodka miejskiego polis lub też założeniem zupełnie nowego.
Na drodze synojkizmu, zgodnie z relacją Tukidydesa, powstała Sparta, z połączenia kilku rozrastających się osad wiejskich, Amyklaj, Limnaj, Pitasny i Mesoa. Z kolei Ateny, choć w innej odmianie, bywają uznawane za najbardziej znany przykład synojkizmu. Ateńczycy wiązali zjednoczenie z herosem Tezeuszem, który jako władca Aten miał przekonać mieszkańców pozostałych osad Attyki, by zrezygnowali z własnych organów władzy na rzecz wspólnych, w Atenach. Na pamiątkę tego wydarzenia obchodzono coroczne święto Synojkia. Ten przykład pierwszego modelu zjawiska, opisany przez Tukidydesa, uznawany jest za rzadkie w źródłach pisanych, a dyskusyjnym tematem pozostaje problem okoliczności powstania ateńskiej polis. 
Wśród innych poleis, powstałych wskutek synojkizmu, który da się zadatować, można wymienić następujące:
- Mantineja (ok. 470 i ponownie 371/370),  w wyniku połączenia kilku osad wiejskich[11];
- Elis (ok. 470)[12];
- Argos (ok. 468)[12];
- Rodos (408/407), w wyniku połączenia 3 poleis (Kamiros, Ialysos i Lindos), w efekcie którego założono nowe miasto, które stało się centrum zjednoczonego polis[13];
- Messena (369)[12];
- Megalopolis (368/367), w wyniku połączenia osad[14];
- Kos (366/365)[12].